# De Eendracht (Gieterveen)
De Eendracht is een korenmolen in het Drentse Gieterveen.
De molen werd oorspronkelijk in 1877 gebouwd als achtkante bovenkruier met gebruikmaking van een gesloopte molen uit Nieuw-Buinen. Na een brand in 1904 werd het bovenachtkant door een rond stenen molenlichaam vervangen. Reeds vanaf 1905 was de molen in eigendom van de familie Mulder. De laatste telg van dit geslacht heeft de molen nog lang in bedrijf gehouden, maar rond 2000 raakte de molen in een steeds slechtere toestand. Na de dood van Johannes Mulder in 2004 kwam de molen in eigendom van de Molenstichting Drenthe. Deze liet in 2005 een restauratie uitvoeren waarna de molen voorlopig weer draaivaardig werd. In 2007 werd met een omvangrijkere restauratie begonnen waarbij onder andere de stenen onderbouw werd vernieuwd en waarbij groot onderhoud werd gepleegd aan binnenwerk en kap van de molen. In het najaar van 2007 werd de kap teruggeplaatst en in het voorjaar van 2008 is de restauratie afgerond.
De Eendracht is bij de restauratie weer voorzien van een roede met zelfzwichting, de andere roede heeft het Oudhollands hekwerk met zeilen.
De inrichting bestaat uit twee koppels maalstenen en een elektrisch aangedreven maalstoel. Het ene maalkoppel heeft 16der (140 cm doorsnede) Rutgerstenen van de voormalige molensteenmakerij Reijer Rutgers in Wageningen en een regulateur. Het andere maalkoppel heeft 15der (130 cm doorsnede) blauwe stenen. De maalstoel op de begane grond heeft 14der (doorsnede 120 cm) Rutgerstenen. De steenkraan is gemaakt van een oude roe.
Na de restauratie is de molen eigendom geworden van Het Drentse Landschap en wordt hij bediend door vrijwillige molenaars. Het bijbehorende complex van molenaarshuis, stal, stookhok en korenbewaarplaats is eveneens in het bezit van Het Drente Landschap, die dit complex in 2011 restaureerde.

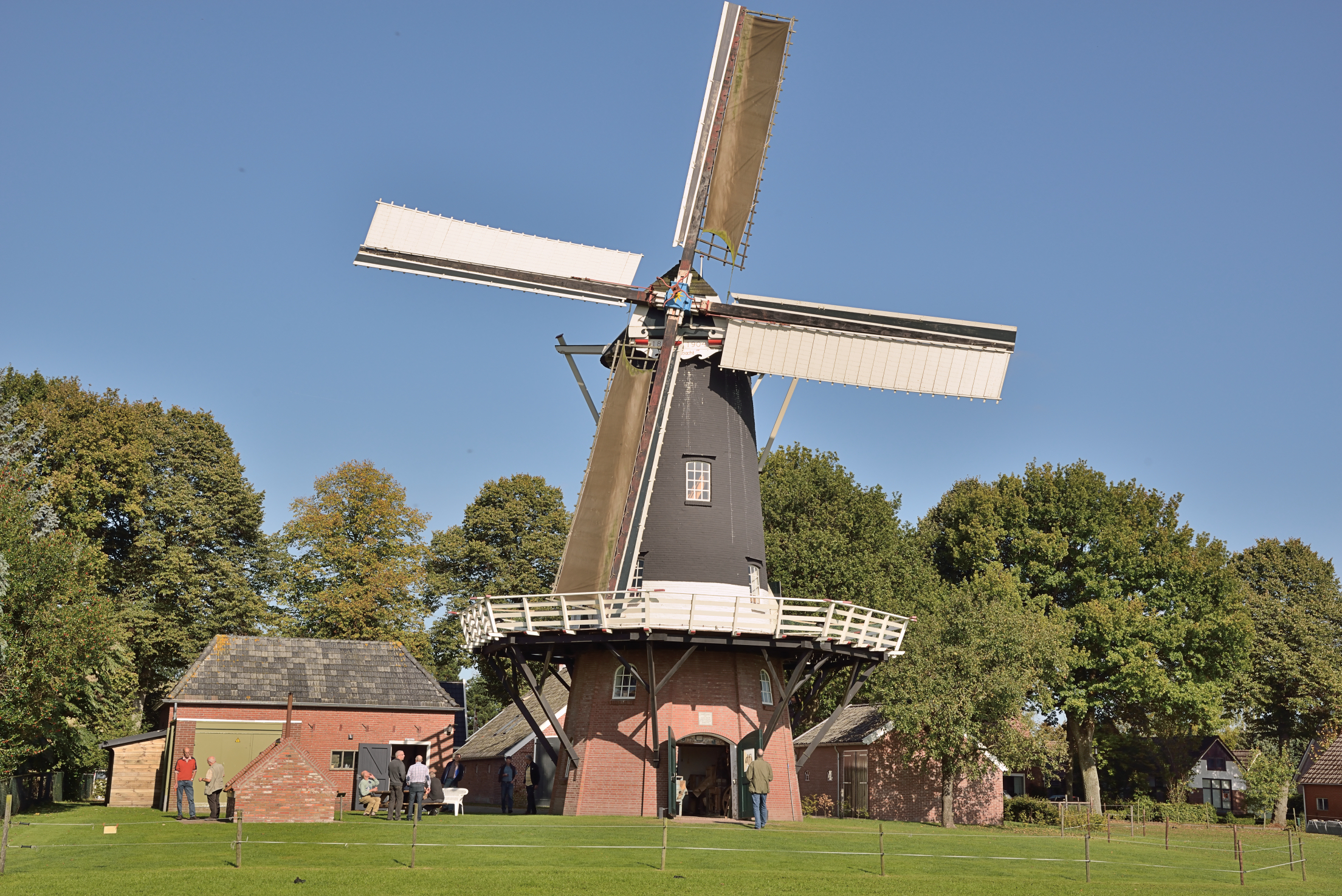
September 2014

De gietijzeren bovenas is in 1904 gegoten door de fabrikant De Muinck Keizer te Martenshoek en heeft nummer 123. Voor de bediening van de zelfzwichting is de as doorboord en zit aan de voorkant een spin.
De molen heeft een voeghouten kruiwerk, dat bediend wordt met een kruilier.
Voor het luien (ophijsen) van het graan heeft de molen een kammenluiwerk.

## Overbrengingen
- De overbrengingsverhouding is 1 : 6,76.
- Het bovenwiel heeft 55 kammen en de bonkelaar heeft 27 kammen. De koningsspil draait hierdoor 2 keer sneller dan de bovenas.
- Het spoorwiel heeft 73 kammen en de steenrondsels 22 staven. Het steenrondsel draait hierdoor 3,32 keer sneller dan de koningsspil en 6,76 keer sneller dan de bovenas.

## Fotogalerij

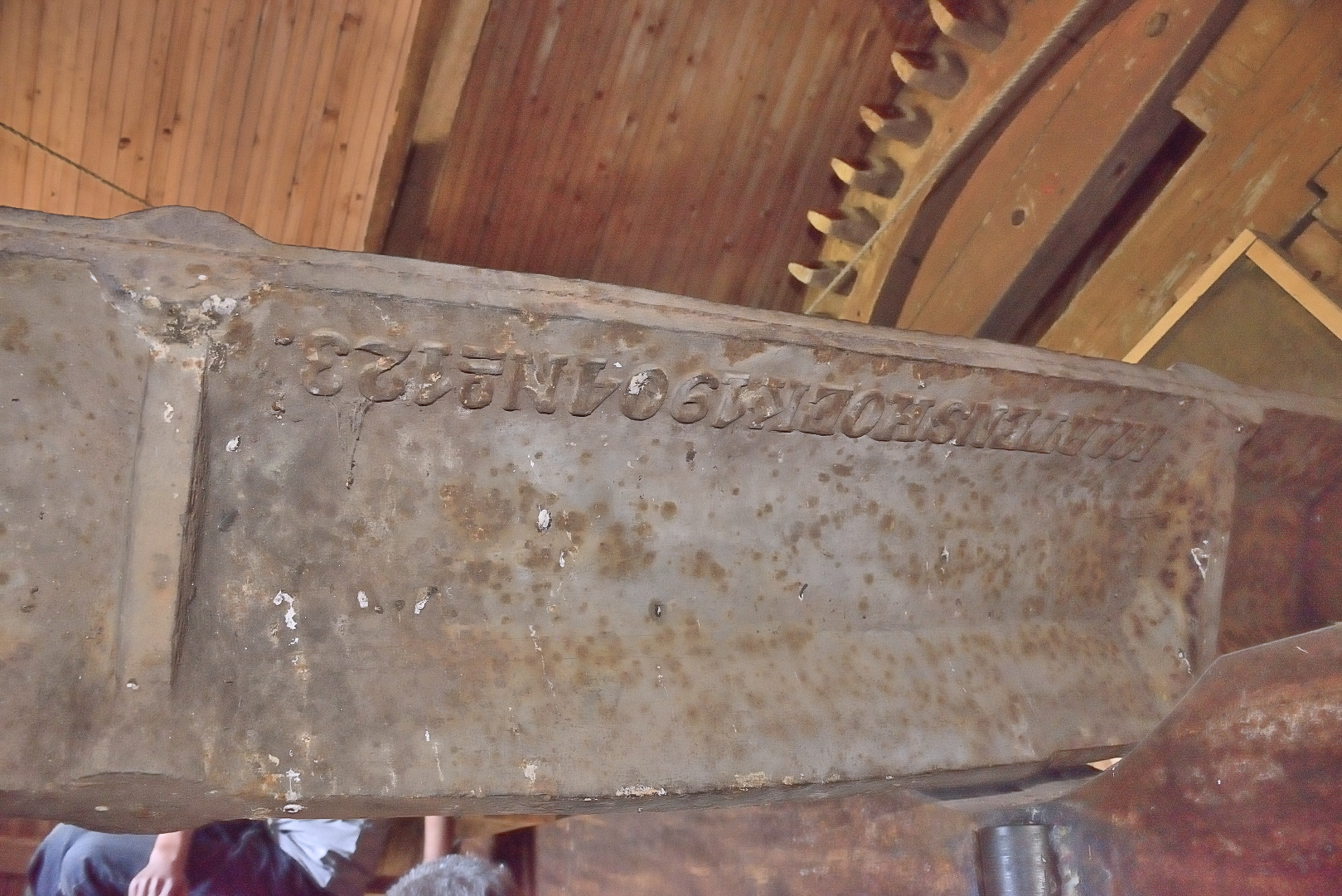
Bovenas met opschrift
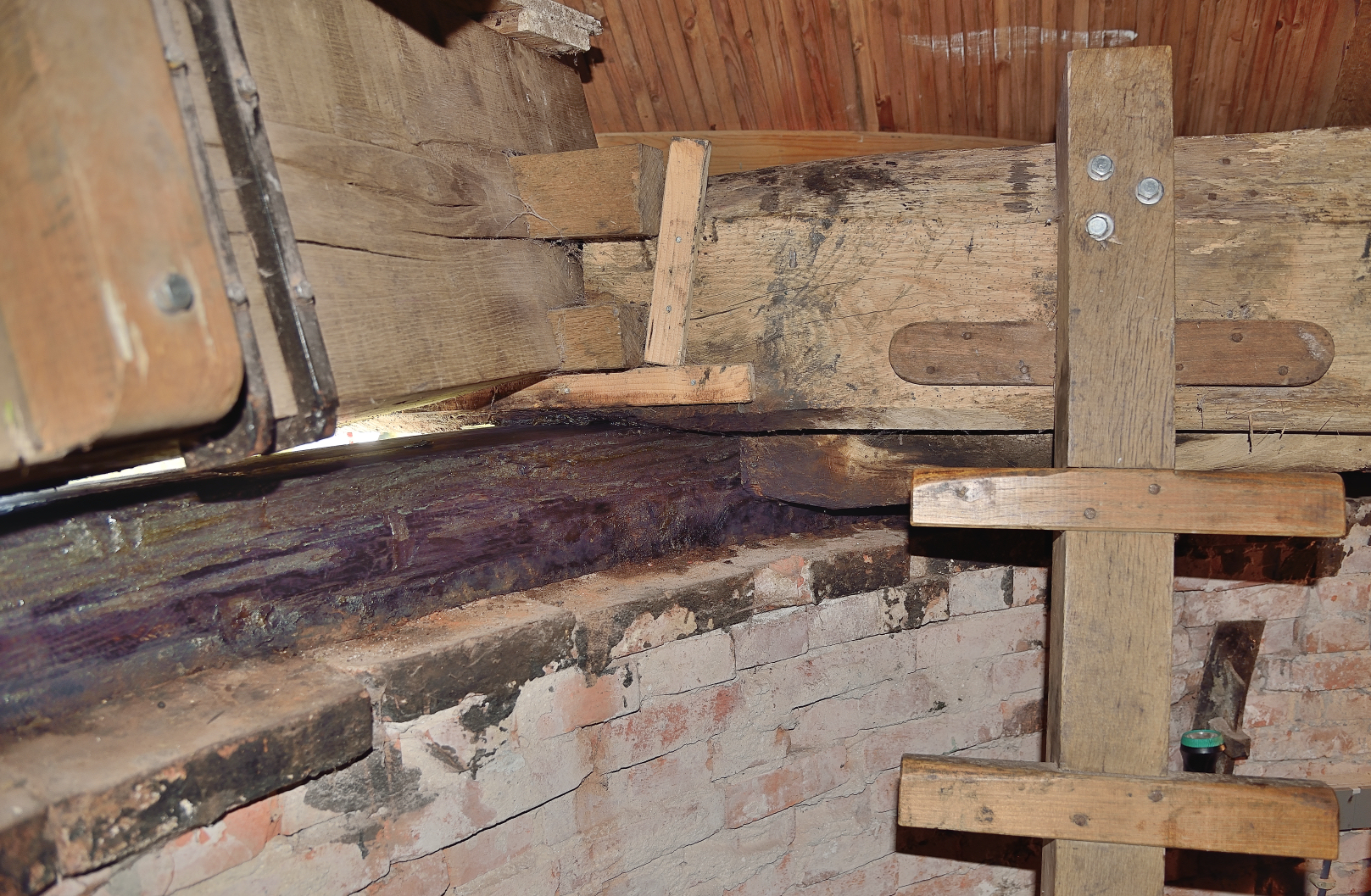
Voeghouten kruiwerk
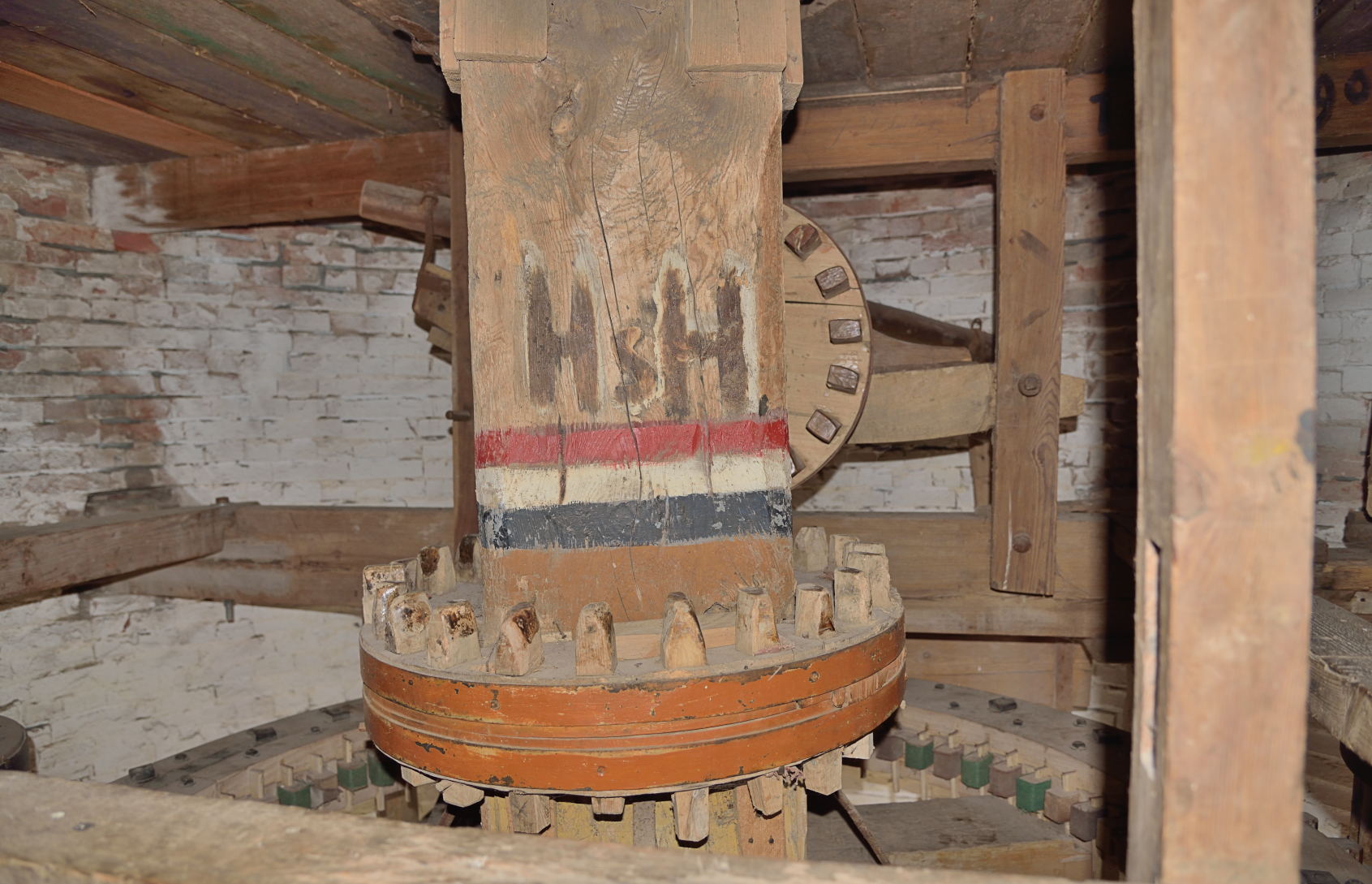
Kammenluiwerk
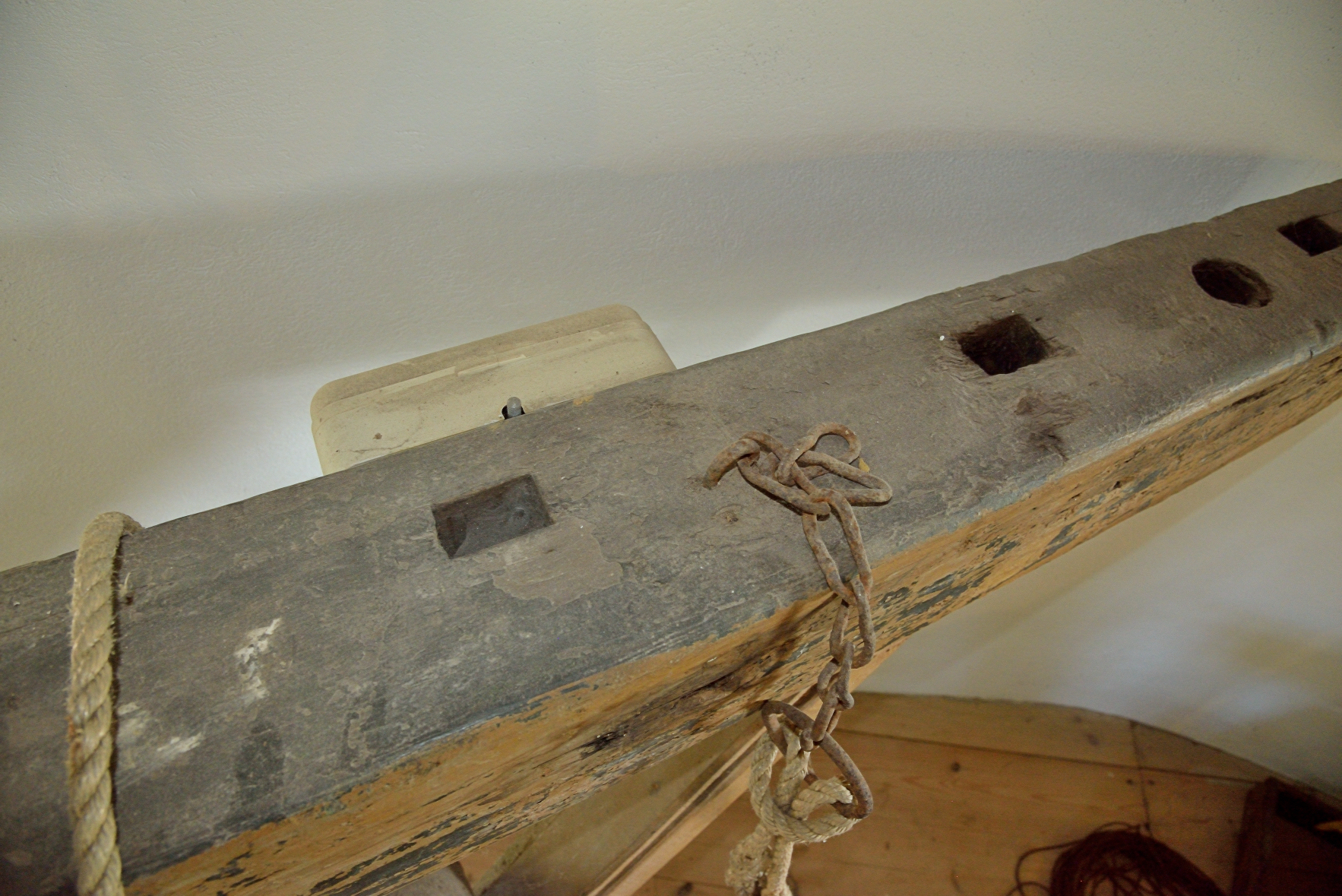
Steenkraan voor de maalkoppels
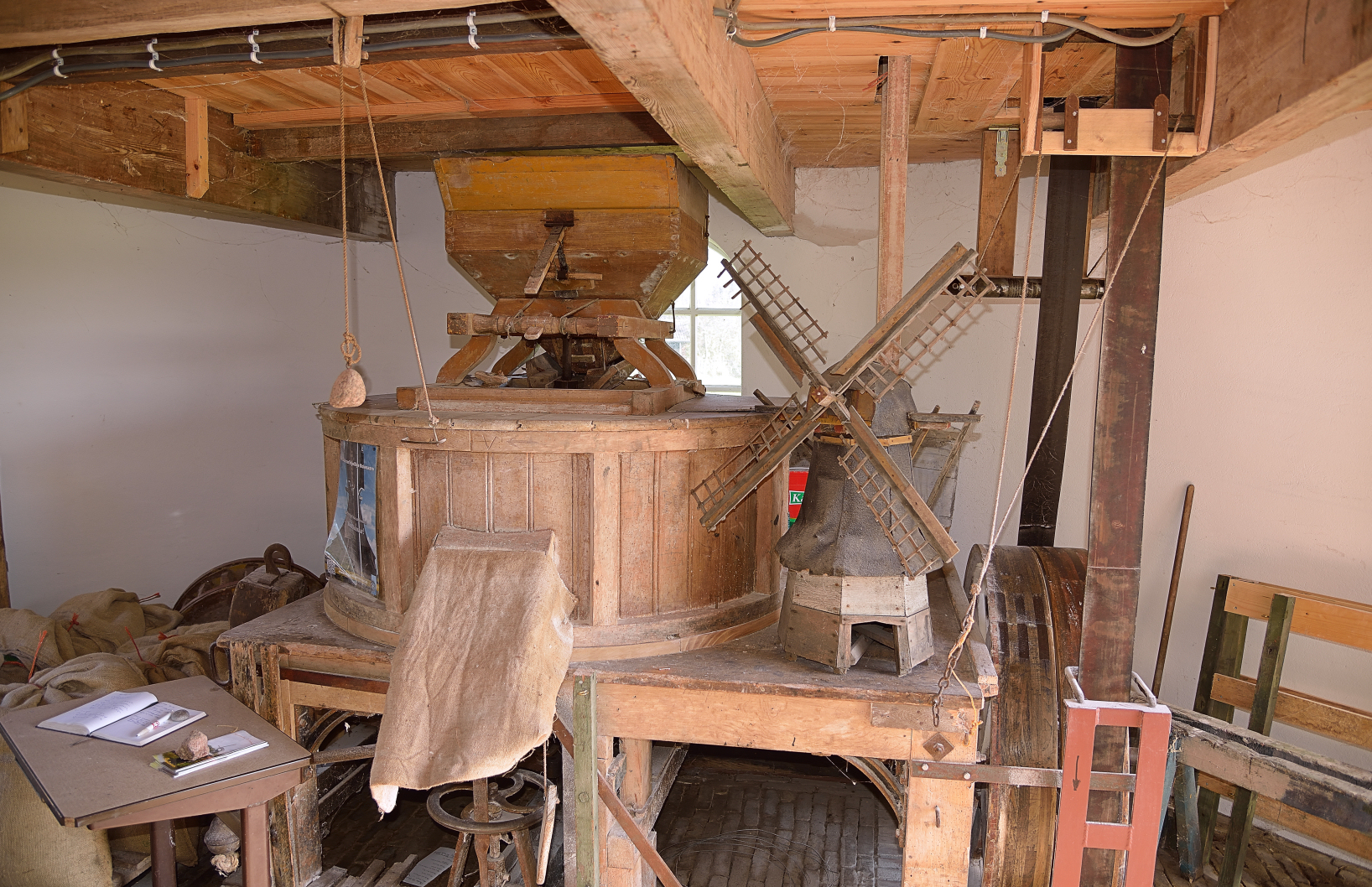
Maalstoel